# 더스틴 모스코비츠
더스틴 에런 모스코비츠(Dustin Aaron Moskovitz, 1984년 5월 22일 ~ )은 미국의 인터넷 기업인으로 마크 저커버그, 에두와도 새버린, 크리스 휴스와 함께 페이스북을 공동으로 설립하였다. 2008년 저스틴 로젠스타인과 "아사나" (Asana)를 공동 창립하는 데 페이스북을 떠났다. 2011년 3월 포브스는 페이스북에서 그의 2.34% 주식의 근거에 모스코비츠가 역사상 최연소 자체 제작 억만장자로 보고하였다.

## 배경과 교육
플로리다주 게인즈빌의 유대인 집안에서 태어나 오캘라에서 자라온 모스코비츠는 저커버그보다 8일 어리다. 그는 뱅가드 고등학교에서 수학하여 국제 바칼로레아 졸업 증서 프로그램으로부터 졸업하였다. 마크 저커버그와 팰로 앨토로 이주하기 전에 하버드 대학교에서 2년간 경제학을 전공하였다.

## 경력
4명의 사람들, 그중에 3명이 동숙인이었던 마크 저커버그, 에드와도 새버린, 크리스 휴스와 모스코비츠는 2004년 2월 자신들의 하버드 대학교 기숙사 방에서 공동으로 페이스북을 창립하였다. 원래 "thefacebook.com"으로 불린 이 웹사이트는 다른 거주민들의 회원들을 신분 증명하는 도움을 주는 데 하버드의 전학생들의 온라인 디렉토리로 지정되었다. 그해 6월 저커버그, 휴스와 모스코비츠는 대학으로부터 1년 휴학을 하고 캘리포니아주 팰로 앨토로 페이스북의 운영 기지를 옮겨 8명의 종업원들을 기용하였다. 그들은 후에 숀 파커에 의하여 가입되었다. 페이스북에서 모스코비츠는 회사의 초대 최고 기술 경영자였고, 그러고나서 공학 부회장이 되었으며 회사의 이동 전략과 개발을 위하여 책임을 지낸 것은 물론 기술적 의지를 이끌고 현장의 주요 건축을 감시하였다.
2008년 10월 3일 모스코비츠는 회사의 공학 담당자 저스틴 로젠스타인과 함께 새로운 회사 "아사나" (Asana)를 형성하는 데 페이스북을 떠난다고 공고하였다. 모스코비츠는 또한 페이스북의 전 회원 데이비드 모린에 의하여 운영된 모바일 사진 공유 웹사이트 "패스" (Path)에서 가장 큰 에인절 투자자였다. 2011년 2월 모스코비츠의 조언은 구글로부터 회사를 위한 1억 달러 제공을 거절하는 데 모린을 설득시킨 것에 중요했다고 보고되었다.

## 자선 사업

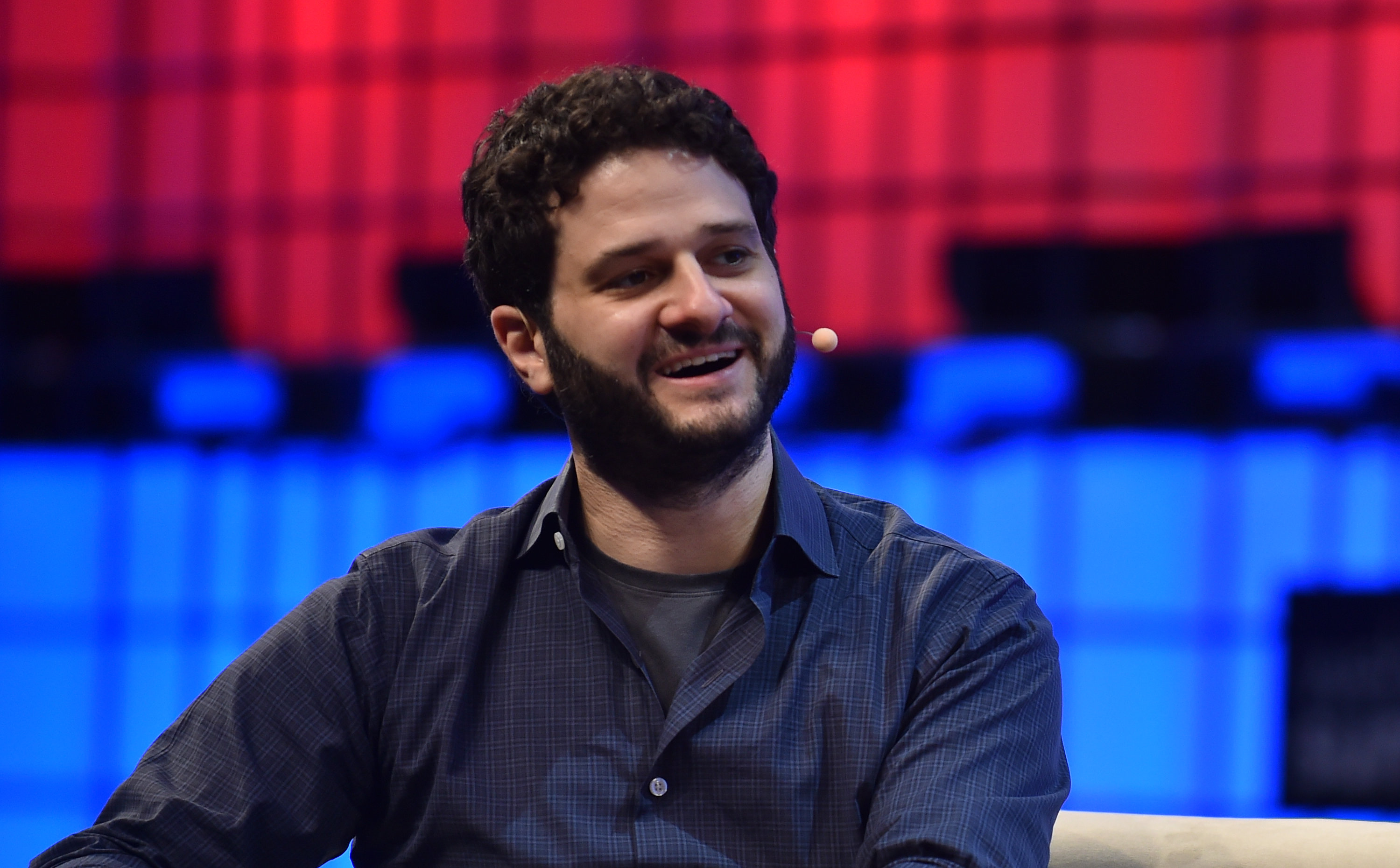
2017년 웹 서밋에서

모스코비츠는 2011년 자신의 애인 (현재 부인) 캐리 튜나와 자선 단체 "굿벤처스" (Good Ventures)를 공동 창립하였다. 2012년 6월 굿벤처스는 자선 평가 웹사이트 "기브웰" (GiveWell)과 가까운 파트너십을 공고하였다. 굿벤처스는 2011년부터 뛰어난 자선 단체들과 다른 효율적 이타주의 단체들은 물론 기브웰의 최고 자선 단체들 어게인스트 말라리아 파운데이션과 기브디렉틀리 등으로 대략 1억 달러를 기증하였다.
기브웰과 공동 협력은 가장 잘 하는 데 돈의 큰 총액을 쓰는 최고의 가능한 방향을 해결하는 목적을 둔 오픈 필랜스로피 프로젝트 (Open Philanthropy Project)로 불린 자회사주로 이끌었다. 그 자회사주는 별도의 조직이 된 이래 지속적으로 그 해마다 기부를 늘여 2018년 홀로 보조금으로 1억 7천만 달러를 만들었다.
모스코비츠와 튜나는 또한 자선 사업의 형성에 자신들의 부의 대부분을 포기하는 데 억만장자들을 결심시키는 빌 게이츠와 워렌 버핏의 더기빙플레지를 서명하는 데 최연소 부부였다.

## 정치
모스코비츠는 자신이 투표한 각각의 선거에서 민주당 후보들을 뽑았으나 그는 "우리가 투표한 각각의 시간에 민주당 후보들을 뽑았어도 우리는 통로의 양쪽으로부터 후보들과 직위들을 존경하는 독립적인 사색가로서 우리 자신을 숙고한다."고 말하였다. 2016년 선거 순환기를 위한 자신들의 기증에 대비하여 모스코비츠와 튜나는 연방 후보들에게 평생 동안 대략 1만 달러를 기증하였는 데 대부분 페이스북의 공동 창립자 크리스 휴스의 배우자 숀 엘드리지에게 갔다.
2016년 미국 대통령 선거를 위하여 모스코비츠는 자신과 자신의 부인이 민주당 후보 힐러리 클린턴을 성원하는 데 2억 달러를 기증하겠다고 공고하여 도널드 트럼프 대통령 지위의 위험들은 의미가 있고, 돈을 통하여 선거 순환기에 영향을 끼치는 데 대규모 기부자를 허용하는 것에 회의적임에 불구하고 그들이 자신들의 기증을 만들고 있었다고 주장하였다. 뉴욕 타임스는 주제에 대한 모스코비츠의 블로그 게시물을 인용하였다. - "공화당, 그리고 특히 도널드 트럼프는 쌍방 득실의 차가 무인의 전망에 실행하고, 그들의 선거권자와 세계의 나머지 사이에 거짓 강연을 강조하고 있다." 이 일은 모스코비츠를 2016년 선거 운동에서 3번째로 가장 큰 기증자로 만들었다.

## 개인 생활
모스코비츠의 부인 캐리 튜나는 현재 굿벤처스와 기브웰 사이에 협동의 자회사주 오픈 필랜스로피 프로젝트는 물론 굿벤처스에 전임으로 일하고 있다. 튜나는 전직적으로 예일 데일리 뉴스의 저술가이자 월스트리트 저널을 위한 저널리스트이다.
모스코비츠와 튜나는 정규적으로 버닝 맨에 참석하며 그는 자신이 그렇게 하는 것을 위한 자신의 이유들을 썼다. 모스코비츠의 버닝 맨에 참석은 또한 언론 보도의 주제로 지내왔다.